# Panagia-Tholos

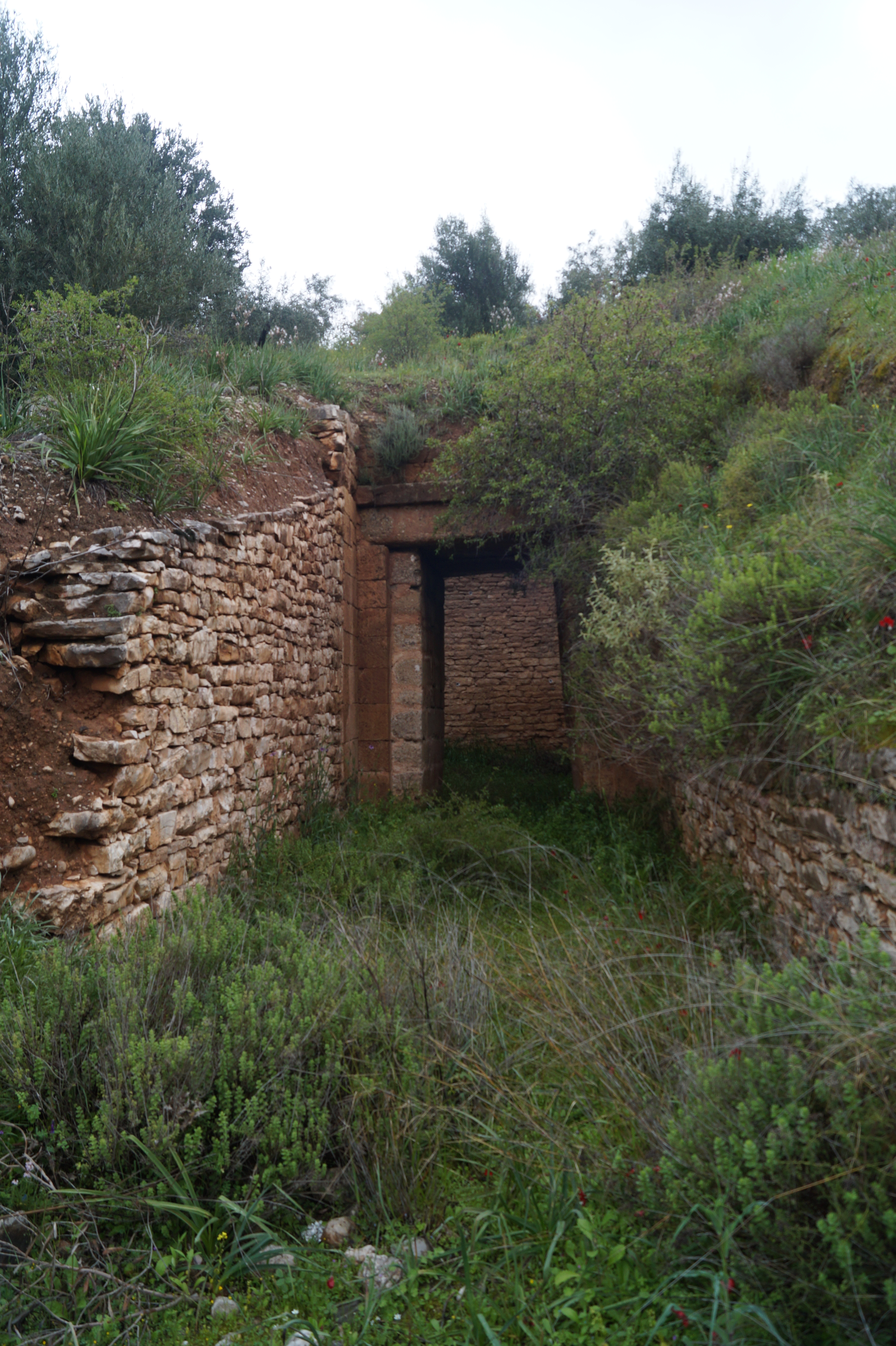
Dromos und Fassade des Panagia-Tholosgrab

Panagia-Tholos, Panagia-Grab oder Grab der Panagitsa (griechisch τάφων της Παναγίτσας) wird ein Tholosgrab in Mykene genannt. Benannt wurde das Grab nach der Kapelle der Panagia, die sich etwa 100 m östlich des Grabes befindet. Das Tholosgrab liegt am westlichen Abhang des Panagitsa-Hügels etwa 500 m südwestlich der Oberstadt von Mykene. Nach der Klassifizierung von Alan Wace gehört es zur zweiten Tholos-Gruppe und datiert in die Späthelladische Zeit (SH II A-B). Es ist das älteste Grab dieser Gruppe in Mykene und wurde zwischen 1460 und 1400 v. Chr. errichtet.

## Beschreibung
Der Zuweg (Dromos), der heute teilweise eingestürzt ist, war insgesamt 13,40 m lang und in Bodenhöhe 3,30 m breit und verengte sich nach oben auf bis 2,90 m. Er wurde in die anstehende Erde und den darunterliegenden weichen Fels gegraben. Fast über die gesamte Länge wird er von zwei Mauern, wovon die westliche teilweise eingestürzt ist, aus kleinen Steinen flankiert. Nur die letzten 1,13 m wurden aus Steinquadern errichtet und ist mit der Fassade verbunden.
Der Torweg (Stomion) wurde aus akkurat behauenen Steinquadern aus Konglomerat, die nicht gesägt, sondern nur mit dem Hammer zugerichtet wurden, errichtet. Die Decke des Stomions wurde von zwei Decksteine aus Konglomerat gebildet. Diese haben Kerben, an denen vermutlich bei dem Verlegen der Steine Seile befestigt wurden, um die Ausrichtung zu erleichtern. Links und rechts des Eingangs wurde zwei rechteckige Pilaster aus Poros errichtet. Sie enden unter dem äußeren Deckstein, der etwas hervorkragt, und bilden mit ihm einen Rahmen um den Eingang. Über dem Stomion gibt es ein Entlastungsdreieck, das die Last des darüberliegenden Gesteins auf die Seitenwände ableitet und so die Decksteine entlastet. Das Entlastungsdreieck war mit einer Fassade aus rechteckigen Porosquadern verkleidet.
Der Eingang hat eine Höhe von 3,50 m und verjüngt sich von unten nach oben von 1,91 m auf 1,68 m. Die Stomion hat am Boden eine Länge von 3,25 m und oben inklusive der Vorkragung der Decksteine 3,68 m. Das Ende des inneren Deckstein ist gerundet und bildet die Rundung der Tholos nach. Die Kuppel, die inzwischen eingestürzt ist, hat einen Durchmesser von etwa 8,20 m und war ursprünglich etwa 8 m hoch. Sie wurde aus unterschiedlich großen, meist flachen Steinen aus Kalkstein errichtet und ähnelt der des Grab des Aigisthos.
Südlich des Kuppelgrabes befinden sich einige Kammergräber.

## Entdeckung und Funde
Das Grab erscheint bereits 1878 auf Vasilios Drosinos Plan von Mykene, während es auf dem Plan von Bernhard Steffen fehlt. Es wurde 1887 von Christos Tsountas ausgegraben und vermessen. 1922 führte Alan Wace Nachgrabungen durch und untersuchte den Schutt, den Tsountas aus dem Grab geschafft hatte.
Im Dromos fand Wace eine mittelhelladische (MH) Scherbe und einen Henkel einer Palaststil-Amphore, drei Scherben von Ephyra-Schalen und 8 weitere aus SH II. Der größte Teil, nämlich 109 Scherben, datierten in SH III und 16 in die geometrische und klassische Zeit. In der Tholos fanden sich eine minysche Scherbe aus MH, 16 aus SH II und 18 aus SH III und im Schutt eine aus MH, 15 aus SH II, 153 aus SH III und 11 aus geometrischer und klassischer Zeit. Da keine Scherbe eindeutig als Grabbeigabe identifiziert werden konnte, hielt es Wace für problematisch, hieraus eine Datierung des Grabes abzuleiten. Einzig aus dem Fehlen von SH I-Keramik schloss er, dass das Grab erst nach dieser Zeit errichtet wurde.